# Flanér

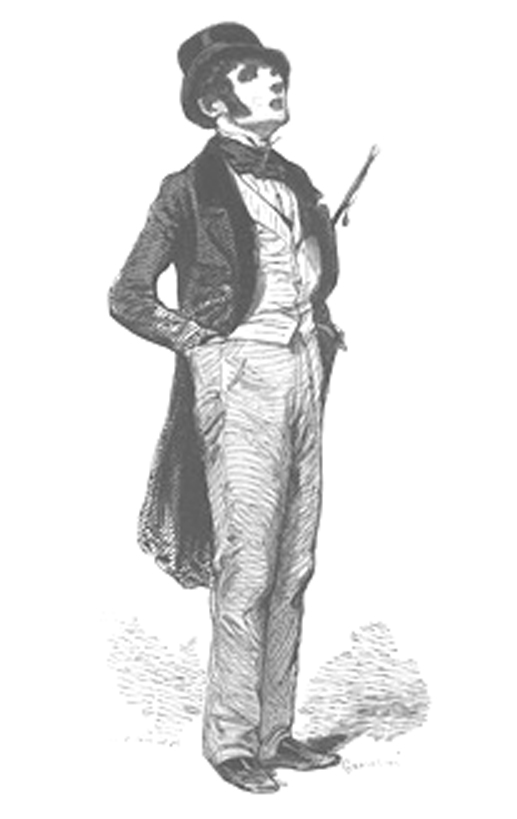
Flanér na kresbě Paula Gavarniho

Flanér nebo flâneur (z francouzského flâner – bloumat) je označení pro člověka, který se bezcílně prochází městem, povídá si se známými a sbírá zážitky; často jde o umělce, který tak získává inspiraci. Výraz se nepřekládá, natolik pevně je spojen s Paříží a jejími krytými pasážemi, po nichž se dá potloukat i za nepříznivého počasí. Jako první přišel s tímto výrazem Charles Baudelaire, který tak pojmenoval dandyho, intelektuálního kavárenského povaleče nerozlučně spjatého s francouzskou kulturou a prostředím velkoměsta. Později propracovali koncepci flanéra jako ztělesnění moderního způsobu života filosofové Walter Benjamin a Nassim Nicholas Taleb. Flanér není turista, neboť nespěchá a nenavštěvuje populární atrakce, ale místa, která důvěrně zná; není ani tulák, neboť bývá slušně materiálně zabezpečen: má se kam vracet na noc a může si dovolit navštěvovat restaurace. Jedním ze současných představitelů je například Martin Levin.